# Воецкое (Башкортостан)
Воецкое (баш. Воецский) — село в Кушнаренковском районе Республики Башкортостан Российской Федерации. Входит в состав Шариповского сельсовета.

## География

### Географическое положение
Расстояние до:
- районного центра (Кушнаренково): 22 км,
- центра сельсовета (Шарипово): 3 км,
- ближайшей ж/д станции (Уфа): 40 км.

## Население
| 2002 | 2009 | 2010 |
| ---- | ---- | ---- |
| 74   | ↘66  | ↗74  |